# Robert Levillain
Pour les articles homonymes, voir Levillain.
Robert Levillain (né le 22 décembre 1924 à Paris et mort le 28 avril 1994 à Poitiers) était un médecin français, qui fut l'un des pionniers de la pratique des soins palliatifs en France dans les services qu'il dirigea à l'Hôpital Saint-Michel puis à l'Hôpital Cognacq-Jay. Il était par ailleurs Professeur d'Anatomie pathologique et neuropathologiste.

## Cancérologie et Soins palliatifs
En 1952, le Service de Cancéreux du Pavillon Saint-Vincent à l'Hôpital Saint-Michel, à Paris est confié au Dr Levillain. Les patients sont très atteints par leur maladie et souvent en période terminale. Robert Levillain et l'ensemble de l'équipe médicale vont élaborer une prise en charge globale associant à la chimiothérapie et à la restauration de l'équilibre hydro-électrolytique une place primordiale au traitement de la douleur et une préoccupation du confort matériel des patients et de leur environnement.
Le Service Saint-Vincent continue à fonctionner ainsi jusqu'en 1977. Cette année-là, l'Hôpital Saint-Michel décide de fermer ce Pavillon aux malades en fin de vie pour l'ouvrir à la Médecine Générale dans le cadre de la réorganisation de l'établissement.
Robert Levillain, se met en recherche d'un établissement susceptible d'accueillir ses malades. Il effectue alors de multiples démarches dans ce but. Beaucoup de problèmes sont à considérer: le coût de l'opération, l'emplacement du nouveau local, un nombre de lits comparable à celui du Service Saint-Vincent.
Pour l'aider dans ses efforts, il fonde le 28 mars 1977 l'Association "Aide aux Malades Désemparés" (AMD),. Celle-ci va trouver des personnes de bonne volonté, recherchées au début parmi les proches, l'équipe médicale, le personnel infirmier - tous prêts à continuer leur tâche avec un grand dévouement - puis les familles des malades anciens ou en attente de prise en charge... L'AMD compte bientôt plus de 3 000 adhérents. De plus, R. Levillain reçoit l’appui de personnalités, comme le Sénateur René Monory.
M. Renan, Président de la Fondation Cognacq-Jay et Directeur de la Samaritaine, propose d'affecter la Maternité Cognacq-Jay - réputée, mais atteinte par la chute de la natalité - à l'hospitalisation des malades cancéreux suivis par R. Levillain. 
Un aménagement indispensable est alors réalisé dans cet établissement, qui permet d'accueillir une soixantaine de malades au début de 1978.
La thérapeutique appliquée à l'Hôpital Saint-Michel est poursuivie à l'Hôpital Cognacq-Jay dans de bonnes conditions.
Les patients et leurs familles éprouvent un grand soulagement à l'ouverture de ce havre nouveau. L'amélioration visible de l'état des malades conforte les soignants dans leur méthode.
Robert Levillain dirigea ce Service jusqu'en 1986, puis assura une Consultation externe hebdomadaire jusqu'à son décès en 1994.
Le service de soins palliatifs au sein de l'Hôpital Cognacq-Jay reconstruit et inauguré en 2006 continue d'accueillir des patients. Il a été dirigé jusqu'en 2012 par un élève de Robert Levillain.

## Décorations
- Officier de l'ordre national du Mérite (1978)
- Chevalier de l'ordre des Palmes académiques (1963)